# Fonction de fenêtrage (SQL)
En SQL, une fonction de fenêtrage ou fonction analytique est une fonction qui utilise les valeurs d'une ou plusieurs lignes pour renvoyer une valeur pour chaque ligne. Cela contraste avec une fonction d'agrégation, qui renvoie une valeur unique pour plusieurs lignes. Les fonctions de fenêtre ont une clause OVER ; toute fonction sans clause OVER n'est pas une fonction de fenêtre, mais plutôt une fonction d'agrégation ou de ligne unique (scalaire).

## Histoire
Les fonctions de fenêtre ont été intégrées à la norme SQL:2003 (en) et leurs fonctionnalités ont été étendues dans les spécifications ultérieures.
La prise en charge d'implémentations de bases de données particulières a été ajoutée comme suit :
- Oracle - version 8.1.6 en 2000[4],[5].
- PostgreSQL - version 8.4 en 2009[6].
- MySQL - version 8 en 2018[7],[8].
- MariaDB - version 10.2 en 2016[9].
- SQLite - version 3.25.0 en 2018[10].

## Exemple
À titre d'exemple, voici une requête qui utilise une fonction de fenêtrage pour comparer le salaire de chaque employé avec le salaire moyen de son service (exemple tiré de la documentation PostgreSQL qui marche aussi en MySQL) :
```
SELECT
 
depname
,
 
empno
,
 
salary
,
 
avg
(
salary
)
 
OVER
 
(
PARTITION
 
BY
 
depname
)
 
FROM
 
empsalary
;

```

Résultat :
```
 depname   | empno | salary |          avg      
 ----------+-------+--------+----------------------
 develop   | 11    | 5200   | 5020.00000000000000000
 develop   | 7     | 4200   | 5020.0000000000000000
 develop   | 9     | 4500   | 5020.00000000000000000
 develop   | 8     | 6000   | 5020.0000000000000000
 develop   | 10    | 5200   | 5020.00000000000000000
 personnel | 5     | 3500   | 3700.0000000000000000
 personnel | 2     | 3900   | 3700.0000000000000000
 sales     | 3     | 4800   | 4866.6666666666666667
 sales     | 1     | 5000   | 4866.6666666666666667
 sales     | 4     | 4800   | 4866.6666666666666667
 (10 lignes)

```

La clause PARTITION BY regroupe les lignes en partitions et la fonction est appliquée à chaque partition séparément. Si la clause PARTITION BY est omise (comme avec une clause OVER() vide), alors l'ensemble des résultats est traité comme une seule partition. Pour cette requête, le salaire moyen indiqué serait la moyenne prise sur toutes les lignes.
Les fonctions de fenêtre sont évaluées après l'agrégation (après la clause GROUP BY et les fonctions d'agrégation non-fenêtre, par exemple).

## Syntaxe
Selon la documentation PostgreSQL, une fonction de fenêtre a la syntaxe de l'une des suivantes :
```
function_name
 
([
expression
 
[,
 
expression
 
...
 
]])
 
OVER
 
window_name

function_name
 
([
expression
 
[,
 
expression
 
...
 
]])
 
OVER
 
(
 
window_definition
 
)

function_name
 
(
 
*
 
)
 
OVER
 
window_name

function_name
 
(
 
*
 
)
 
OVER
 
(
 
window_definition
 
)

```

où window_definition a la syntaxe :
```
[
 
existing_window_name
 
]

[
 
PARTITION
 
BY
 
expression
 
[,
 
...
]
 
]

[
 
ORDER
 
BY
 
expression
 
[
 
ASC
 
|
 
DESC
 
|
 
USING
 
operator
 
]
 
[
 
NULLS
 
{
 
FIRST
 
|
 
LAST
 
}
 
]
 
[,
 
...
]
 
]

[
 
frame_clause
 
]

```

frame_clause a la syntaxe de l'une des suivantes :
```
{
 
RANGE
 
|
 
ROWS
 
|
 
GROUPS
 
}
 
frame_start
 
[
 
frame_exclusion
 
]

{
 
RANGE
 
|
 
ROWS
 
|
 
GROUPS
 
}
 
BETWEEN
 
frame_start
 
AND
 
frame_end
 
[
 
frame_exclusion
 
]

```

frame_start et frame_end peuvent être UNBOUNDED PRECEDING, offset PRECEDING, CURRENT ROW, offset FOLLOWING ou UNBOUNDED FOLLOWING.
frame_exclusion peut être EXCLUDE CURRENT ROW, EXCLUDE GROUP, EXCLUDE TIES ou EXCLUDE NO OTHERS.
expression fait référence à toute expression qui ne contient pas d'appel à une fonction de fenêtre.
Notation :
- Les crochets [] indiquent les clauses facultatives
- Les accolades {} indiquent un ensemble d'options possibles différentes, chaque option étant délimitée par une barre verticale (|).

## Exemple avancé
Les fonctions de fenêtrage permettent d'accéder aux données dans les enregistrements juste avant et après l'enregistrement actuel,,,. Une fonction de fenêtrage définit un cadre ou une fenêtre de lignes avec une longueur donnée autour de la ligne actuelle et effectue un calcul sur l'ensemble des données de la fenêtre,.
```
       NOM |
 ------------
    Aaron  | <-- Précédent (illimité)
    André  |
    Amélie |
    Jacques|
     Jill  |
    Johnny | <-- 1ère rangée précédente
   Michael | <-- Ligne actuelle
     Nick  | <-- 1ère rangée suivante
   Ophélie |
     Zach  | <-- Suivant (illimité)

```

Dans le tableau ci-dessus, la requête suivante extrait pour chaque ligne les valeurs d'une fenêtre avec une ligne précédente et une ligne suivante :
```
 
SELECT

 
LAG
(
name
,
 
1
)
 

  
OVER
(
ORDER
 
BY
 
name
)
 
"prev"
,

 
name
,
 

 
LEAD
(
name
,
 
1
)
 

  
OVER
(
ORDER
 
BY
 
name
)
 
"next"

 
FROM
 
people

 
ORDER
 
BY
 
name

```

La requête de résultat contient les valeurs suivantes :
```
 |     PREV |     NAME |     NEXT |
 |----------|----------|----------|
 |    (null)|     Aaron|    Andrew|
 |     Aaron|    Andrew|    Amelia|
 |    Andrew|    Amelia|     James|
 |    Amelia|     James|      Jill|
 |     James|      Jill|    Johnny|
 |      Jill|    Johnny|   Michael|
 |    Johnny|   Michael|      Nick|
 |   Michael|      Nick|   Ophelia|
 |      Nick|   Ophelia|      Zach|
 |   Ophelia|      Zach|    (null)|

```